# 伊勢芳
伊勢芳（いせよし、生没年不詳）とは江戸時代の江戸の地本問屋。

## 来歴
伊勢芳と号して幕末に江戸で地本問屋を営業している。主に歌川国芳の錦絵を出版している。

## 作品
- 歌川国芳 「和漢準源氏」 大判 錦絵揃物 安政2年（1855年）
- 歌川国芳 「東海道川尽 大井川の図」 安政4年（1857年）